# Vingselina multifora
Vingselina multifora är en insektsart som beskrevs av Rehn, J.A.G. 1952. Vingselina multifora ingår i släktet Vingselina och familjen torngräshoppor. Inga underarter finns listade i Catalogue of Life.